# Lucas Gaúcho
Lucas de Souza Gonçalves (Esteio, Río Grande del Sur, Brasil, 13 de junio de 1991) es un futbolista brasileño. Juega como delantero. Actualmente juega en Independiente Petrolero de la Primera División de Bolivia.

## Trayectoria
Lucas Gaúcho comenzó su carrera en las categorías juveniles del São Paulo. El 24 de febrero de 2011, fue cedido al São Bernardo, en un contrato de tres meses.
En junio de 2011, fichó por la Portuguesa, en el que jugó durante 6 meses.
En enero de 2012 firmó un contrato de 4 años y medio con el RCD Espanyol de La Liga. El jugador sería asignado al RCD Espanyol B durante la segunda vuelta de la temporada 2011-12. Tras una corta experiencia en España, regresó a Brasil a las filas del São Josè-RS.
El 14 de agosto de 2013, firmó por BEC Tero Sasana de Tailandia. 
Más tarde, se convertiría en un trotamundos para jugar en el Al-Shabab de Omán, en el Žalgiris de Lituania, en el Thespakusatsu Gunma de Japón y regresar de nuevo al Al-Shabab de Omán. De ahí pasó al Bnei Sakhnin de Israel y al Wilstermann de Bolivia.
En junio de 2019, el club Wilstermann oficializó la cesión por seis meses, en calidad de préstamo, al jugador Lucas Gaúcho al Operário Ferroviário Esporte Clube, de la Serie B de Brasil.
Dos meses después, en agosto de 2019 se rompe el contrato de cesión y el jugador firma en calidad de cedido por el Qadsia SC de Kuwait.
En octubre de 2020, el jugador firma en propiedad por el Qadsia SC de Kuwait, para disputar la temporada 2020-21.
En la temporada 2021-22, firma por el Atlético Sanluqueño Club de Fútbol de la Primera División RFEF. En noviembre de 2022, rescinde de mutuo acuerdo su actual contrato, quedando libre temporalmente.

## Internacional
En 2011, Lucas sería jugador de la selección brasileña sub-20, con la que disputó 9 partidos en los que anotó 7 goles.

## Clubes
| Club                               | País      | Año             |
| ---------------------------------- | --------- | --------------- |
| São Paulo                          | Brasil    | 2010- 2011      |
| São Bernardo                       | Brasil    | 2011            |
| Portuguesa                         | Brasil    | 2011            |
| Espanyol                           | España    | 2012            |
| São Josè-RS                        | Brasil    | 2013            |
| BEC Tero Sasana                    | Tailandia | 2013            |
| Al-Shabab                          | Omán      | 2014-2015       |
| Žalgiris                           | Lituania  | 2015-2016       |
| Thespakusatsu Gunma                | Japón     | 2016            |
| Al-Shabab                          | Omán      | 2017            |
| Bnei Sakhnin                       | Israel    | 2017            |
| Wilstermann                        | Bolivia   | 2018 - 2019     |
| Operário Ferroviário Esporte Clube | Brasil    | 2019            |
| Qadsia SC                          | Kuwait    | 2019 - 2021     |
| Atlético Sanluqueño Club de Fútbol | España    | 2021 - Presente |

## Palmarés
| Título                 | Club        | País     | Año  |
| ---------------------- | ----------- | -------- | ---- |
| A Lyga                 | FC Žalgiris | Lituania | 2015 |
| Supercopa de Lituania  | FC Žalgiris | Lituania | 2016 |
| Copa Lituana de Fútbol | FC Žalgiris | Lituania | 2016 |
| Torneo Apertura        | Wilstermann | Bolivia  | 2018 |